# 古代亀石
古代亀石（こだいかめいし）は福島県田村市都路町岩井沢字馬酔木沢にある巨石。国有地内にある。

## 伝承
古代亀石の大きさは高さ10.7m、周囲50.5m、重量2,800tである。「鶴は千年、亀は万年」にあやかって崇拝され石には注連縄がかけられた。石の上部には天狗が降りた際の足跡が残るとの言い伝えがある。

## 地質
福島県田村市の周辺地域には花崗岩とみられる巨大な岩塊、巨石が多数存在していることが知られている。2023年（令和5年）、田村市東部産業団地の整備予定地で巨大な岩塊が出土し、市の試算では体積計約1万4000立方メートル以上、総重量3万6400トン以上とみられ、工事請負契約が当初の2倍超の約6億9900万円となった。